# Pardosa paralapponica
Pardosa paralapponica là một loài nhện trong họ Lycosidae.
Loài này thuộc chi Pardosa. Pardosa paralapponica được Ehrenfried Schenkel-Haas miêu tả năm 1963.